# ロンゲラップ環礁
座標: 北緯11度19分 東経166度47分 / 北緯11.317度 東経166.783度

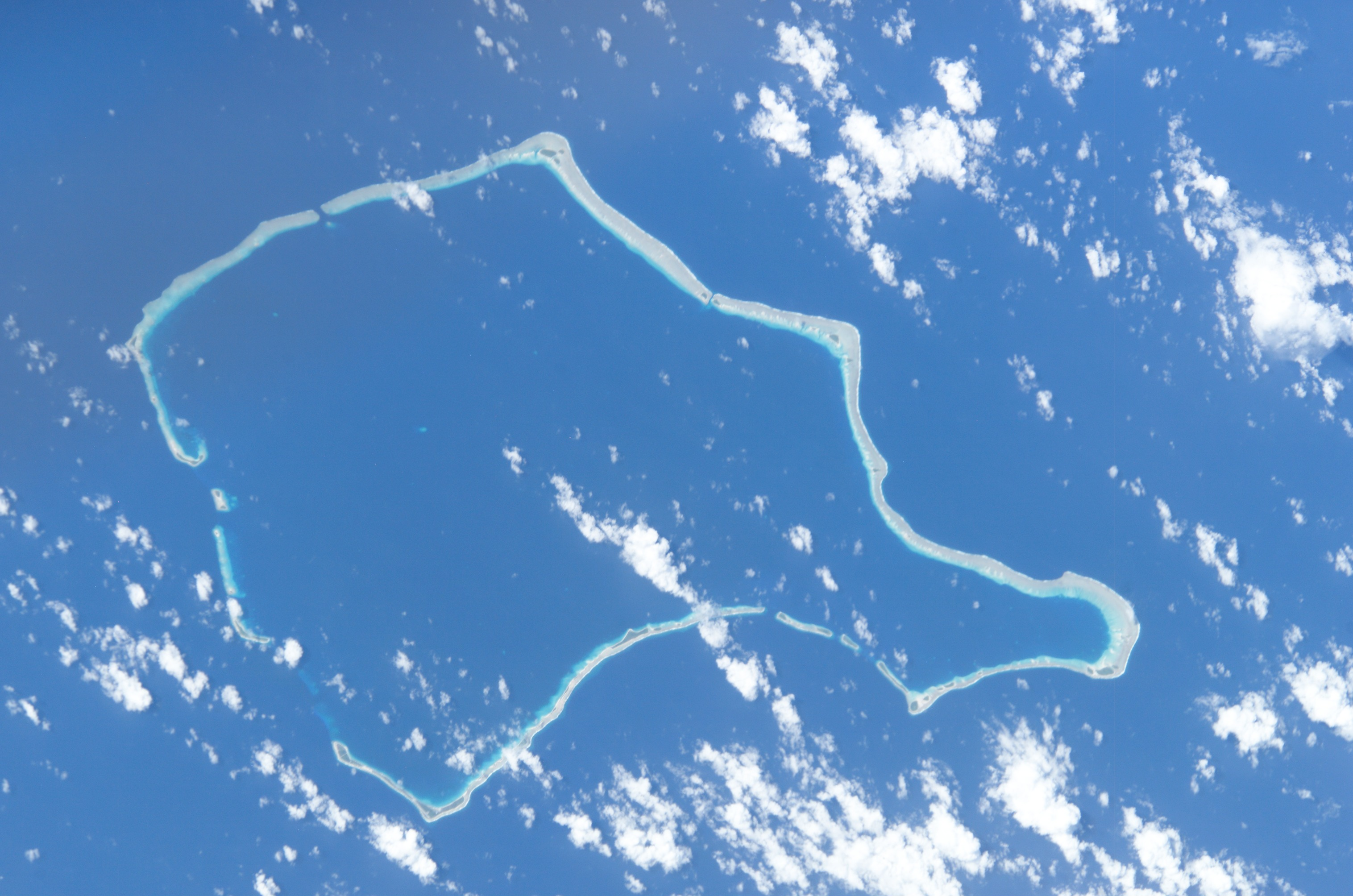
ロンゲラップ環礁の衛星写真

ロンゲラップ環礁(Rongelap Atoll)は、ミクロネシアにある環礁である。ここはマーシャル諸島の一部であり、61の小島により構成される。全ての島の面積は、およそ8km2に過ぎないが、環礁の総面積は1,000km2にもなる。
20km西にはアイリンギナ環礁、30km東にはロンゲリック環礁が隣接する。
1954年にアメリカ合衆国が西に160 km離れたビキニ環礁で行った水爆実験「キャッスル作戦」によって深刻な放射能汚染を受けた。

## 被曝の歴史
アメリカ合衆国は1946年から1958年にかけて水爆を含む軍事目的の大気中核実験を、ロンゲラップ環礁から約240km離れたビキニ環礁で行なった。特に1954年3月1日に行われたキャッスル作戦の水爆(ブラボー)は、多量の死の灰を降らせて、ロンゲラップ環礁の住民や日本の遠洋漁船第五福竜丸を含む多くの漁船を被爆させた。
実験の3日後、ロンゲラップ島の住民64人全員は1.75Gyの放射線に被曝し、財産を残したままクェゼリン環礁に強制的に移住させられ、治療を受けた。実験から3年後の1957年にアメリカ合衆国はロンゲラップ環礁の”安全宣言”を行い、元の住民の帰宅を認めた
。
しかし、環礁に戻った住民の多くに甲状腺の腫瘍ができ、また子供の多くが白血病で死亡した。ロンゲラップの元村長ジョン・アンジャインも1歳のとき被曝した息子レコジを1972年11月15日に「人類の水爆死1号」として急性骨髄性白血病で亡くした。
1985年にグリーンピースは環礁から住民を救い出し、クェゼリン環礁のMejatto島とEbeye島に住民を避難させた。しかしEbeye島はロンゲラップ環礁より明らかに小さく、失業者があふれ自殺も多発し、過密な人口は島への定住を困難にした。
1996年9月、アメリカ合衆国内務省は4,500万ドルを投じてロンゲラップ環礁に残る汚染土壌を数インチ除去することで島民と合意した。多くの評論家は、この作業は不可能だと考えていたが、島の村長ジェイムス・マタヨシは「作業は順調に進んでおり、明るい未来を約束する」と島民や観光客にアピールしている
。
2001年に島民を帰島させるための放射能の汚染除去作業が始まり、マーシャル諸島共和国政府は核実験の被害補償は不十分だとして、アメリカ合衆国議会に新たな補償要求を行っている。

## 参照項目
1. ↑  McCool, Woodford C. (1957-02-06) (Scholar search), Return of Rongelapese to their Home Island - Note by the Secretary, United States Atomic Energy Commission,  オリジナルの2007年9月25日時点におけるアーカイブ。 2007年11月7日閲覧。
2. ↑  原水禁「水爆ブラボー爆発の証人、ジョン・アンジャインさん亡くなる」2004年7月26日
3. ↑  ロンゲラップ環礁地方政府　公式Webサイト[リンク切れ]
4. ↑  日本原水協「日本原水協、マーシャル・ロンゲラップ島民との連帯交流代表団の報告2001年」